# Джон Стенгоуп
Джон Роддем Спенсер Стенгоуп (англ. John Roddam Spencer Stanhope; 20 січня 1829, Йоркшир, Англія — 2 серпня 1908, Флоренція, Італія) — британський художник. Представник романтизму в живописі. Видатний член Братства прерафаелітів.

## Життєпис
Навчався в Оксфорді, де захопився мистецтвом. Навчався у Г. Ф. Воттса, з яким в 1853 здійснив подорож до Італії, в 1856-1857 в Малу Азію. Після повернення був запрошений Данте Габріелем Россетті для участі у проекті створення фресок для оформлення будівлі Дискусійного товариства Оксфордського університету.
У 1859 одружився з Елізабет, онукою Джорджа Уїндема, 3-го графа Егремонт.
Страждав від хронічної астми. Оскільки його стан не покращувався, зими художник проводив в Італії у Флоренції. У 1880 назавжди оселився у Флоренції. Там він розписав вівтар та створив фрески в англіканській церкві, здійснив інші роботи у каплиці Marlborough College.
У 1867 у семирічному віці дочка Мері померла від скарлатини і була похована на Англійському цвинтарі у Флоренції. Батько спроектував її надгробок.
Похований на Англійському цвинтарі у Флоренції.

## Творчість
Як художник перебував під сильним впливом і спочатку був послідовником Едварда Берн-Джонса. Подорослішавши, художник виробив свій особливий стиль. Чудовий колорист.
Деякі його роботи також виконані під впливом естетизму та британського символізму. Працював олією, аквареллю та змішаною технікою, створював фрески.
Темами його картин були міфологічні, алегоричні та біблійні сюжети, сучасні жанрові полотна.
Був постійним експонентом галереї Гросвенор, альтернативою Королівській академії мистецтв Великобританії.
Його племінниця та учениця художниця Евелін де Морган.

## Вибрані роботи
- Penelope (1849)
- Sir Gawaine and the Damsels at the Fountain (1857)
- Thoughts of the Past (1859)
- Robin of Modern Times (1860)
- Juliet and Her Nurse (1863)
- The Wine Press (1864)
- Our Lady of the Water Gate (1870)
- Procris and Cephalus (1872)
- Love and the Maiden (1877)
- Night (1878)
- The Waters of Lethe by the Plains of Elysium (1879-80)
- The Shulamite (ок.1882)
- Charon and Psyche (ок. 1883)
- Why Seek Ye the Living Among the Dead? (ок. 1886)
- Eve Tempted (1887)
- The Pine Woods of Viareggio (1888)
- Flora (1889)
- Holy Trinity Main Altar Polyptych (1892-94)
- Holy Trinity Memorial Chapel Polyptych (1892-94)
- The Escape (ок. 1900)
- Andromeda
- Autumn
- Charcoal Thieves
- Cupid and Psyche
- In Memoriam
- Love Betrayed
- The Millpond
- Patience On A Monument Smiling At Grief
- The Vision Of Ezekiel: The Valley Of Dry Bones
- The Washing Place
- The White Rabbit

## Галерея

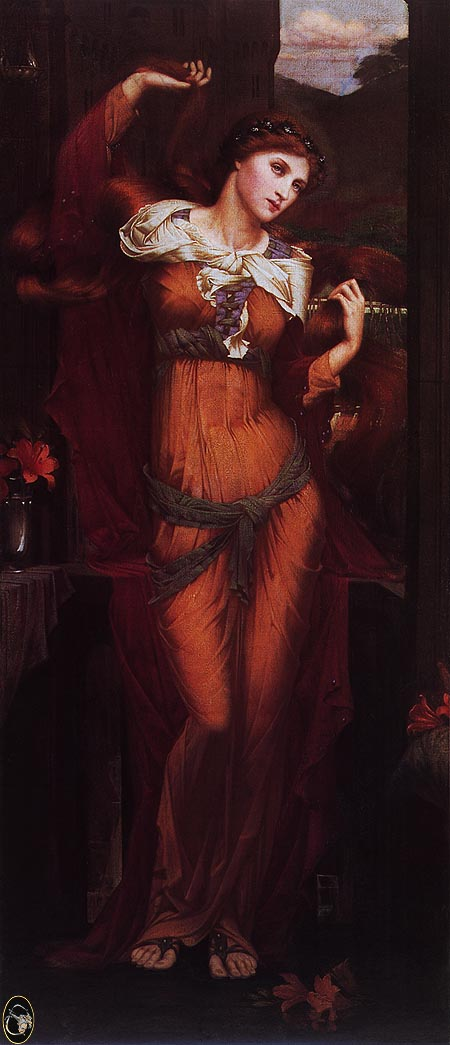
«Морган Ле Фей»
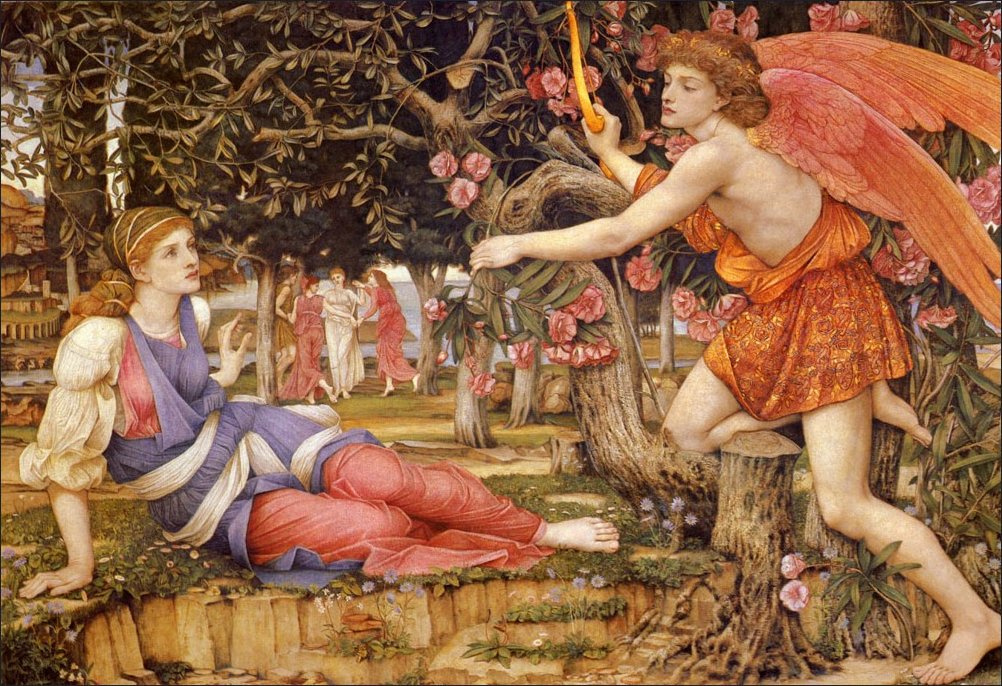
«Любов і діва» (1877), визнаний шедевр художника
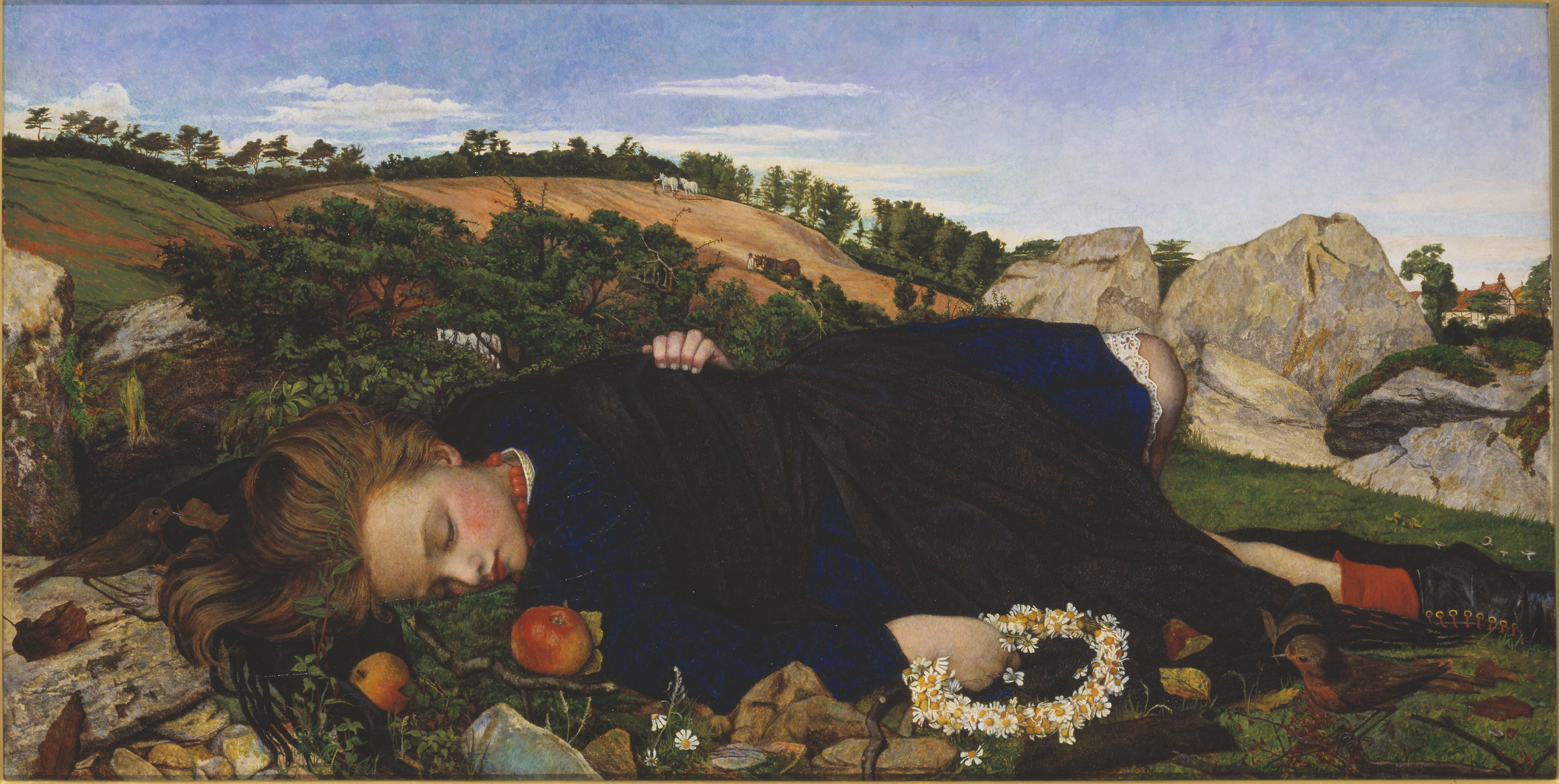
«Робін нового часу» (1860)
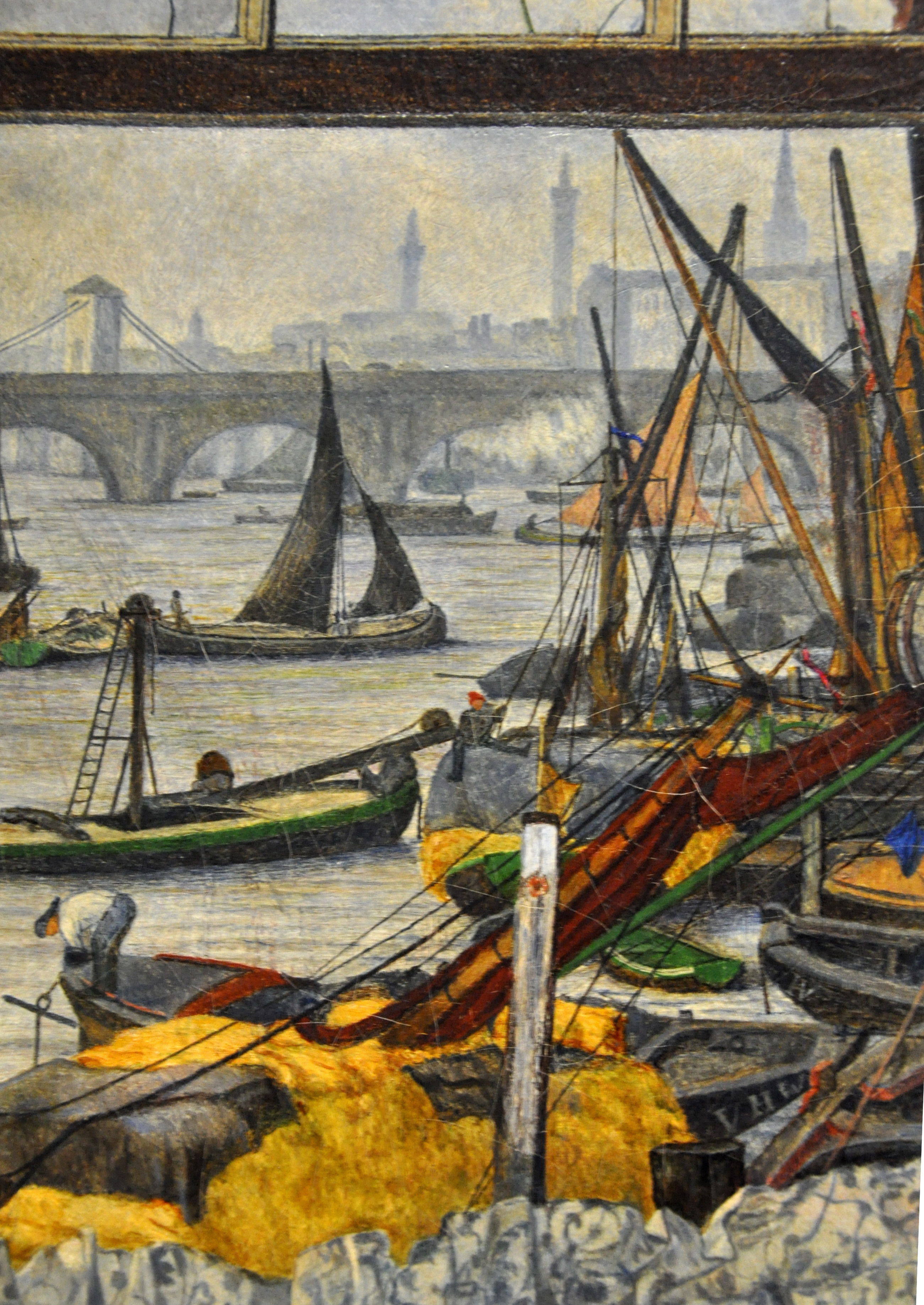
«Поки що Темзі в Лондоні» (фрагмент
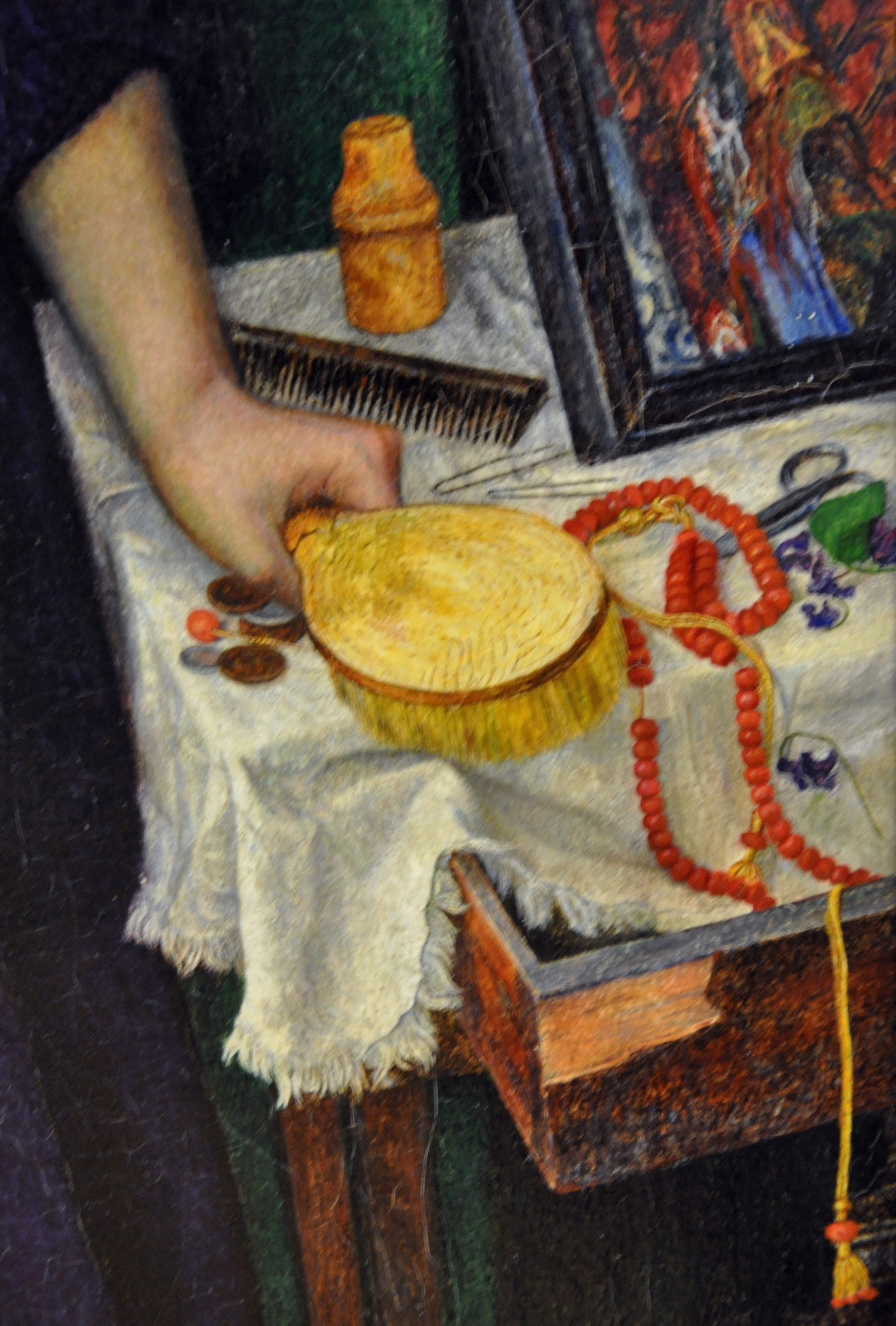
«Думки про минуле»
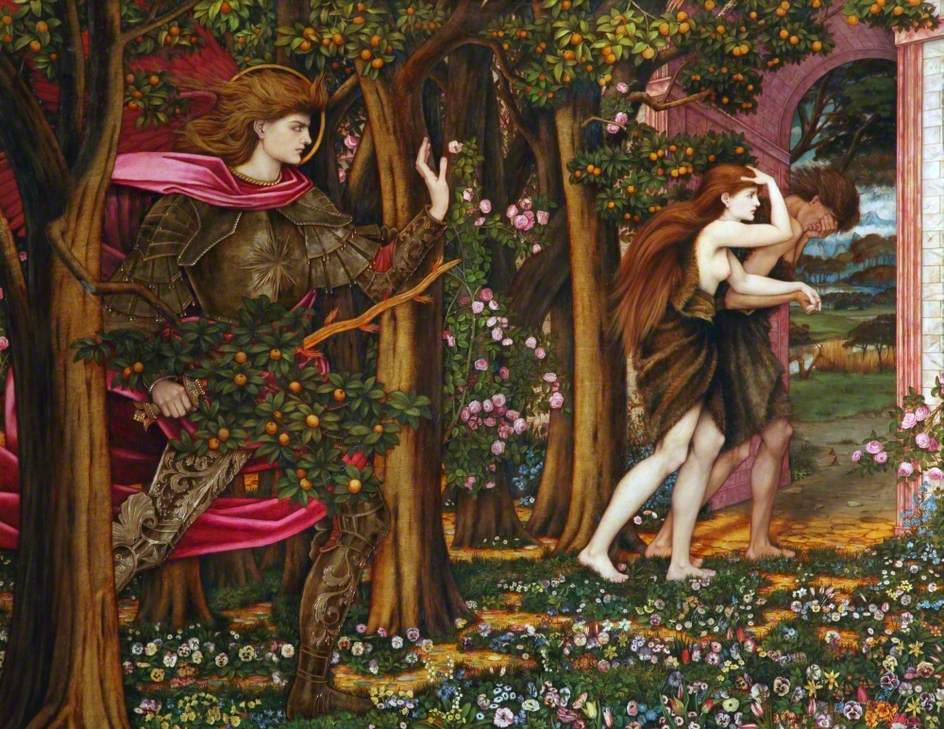
«Вигнання з Раю»
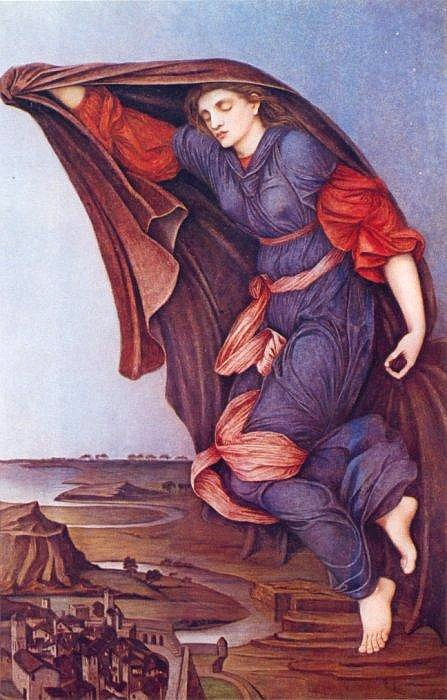
«Ніч»